# سروتی سیتارا
سروتی سیتارا (به انگلیسی: Sruthy Sithara)(زاده ۱۹۹۲) مدل و بازیگر اهل هند است.
او یک زن ترنس است و برنده دوشیزه ترنس جهانی ۲۰۲۱ شد.